# Evolution: Creatio Ex Nihilio
Evolution: Creatio Ex Nihilio is het debuutalbum van de Engelse band Enochian Theory, uitgebracht in 2009 door Anomalousz Music Records.

## Track listing
1. Every Ending Has A Beginning… - 1:08
2. The Dimensionless Monologue:
  - Tedium (i) - 2:20
  - The Dimensionless Monologue (ii) - 2:59
  - T.D.M (iii) - 1:36
3. At Great Odds With… - 5:07
4. Apathia - 3:58
5. Triumvirate - 2:35
6. Movement - 5:14
7. After The Movement - 2:53
8. Waves Of Ascension - 6:57
9. The Fire Around The Lotus - 7:15
10. The Living Continuum - 2:22
11. A Monument To The Death Of An Idea - 4:36

## Band
- Ben Harris Hayes - zanger / gitarist / toetsenist
- Shaun Rayment - bassist
- Sam Street - drummer